# Михайло Лероєв
Михайло Лероєв (рос.: Михаил Геннадьевич Лероев; нар. 13 червня 1991, Новосибірськ) - російський письменник, сценарист.

## Загальні відомості
Народився в Новосибірську, дитинство провів на Далекому Сході, в Приморському краї, в місті Спаську-Далекому. В даний час проживає в Москві.
Автор детективних, фантастичних і казкових романів, повістей, оповідань для дітей та юнацтва. Співпрацює з кінокомпаніями і продюсерськими центрами Москви, Санкт-Петербурга і Новосибірська. Сценарист телевізійних проектів у форматах детектива, доку-драми і програм для дітей. Учасник креативних проектів компанії «Агарті», літературного семінару Геннадія Прашкевіча, відродженого Конвенту «Біле Пляма», форумів та семінарів молодих дитячих письменників в Старій Руссі, Меліхово і «Липках» (майстри Едуард Успенський, Валерій Воскобойніков), семінару Олександра Торопцева (Літературний інститут імені Горького), щорічного фестивалю «Книга збирає друзів», Московської міської книжкової тижня, Всесвітнього Дня Книги в МГДД(Ю)Т на Воробйових горах і ін
Твори
Публікації: журнали «Ангелятко», «Кукумбер», «Міша», «Мурзилка», «Вогнище», «Діти», «Наше покоління», «Літературний дитячий світ», газети «Школяр», «Вечірня Москва», альманахи «Благбаз», «Неділя», збірник «Казки сибірських письменників», інтернет-журнали «Пролог», «Молоко», «Жовта Гусениця», «Білий Мамонт», «Точка зору», сервер «Закордон», сайт «Культура Сибіру» та інші., «Точка зрения»,
У творчому багажі: фантастичні, пригодницькі та детективні повісті та оповідання, казки, сценарії.
У співавторстві з Юрієм Пусов: повість-казка «Відьомський Дозор».
Автор книги «Ця книжка про Лялю і Грішку».
Цикли: «Пригоди Небіжчика», «Дід Мороз із сміттєпроводу», «Фанні й Фердинанд», «Інші слони», «Пригоди Соні в Чарівному лісі», «Казки країни Континенталь», «Мультіклоуни», «Ежіние сни», «Котофей Едуардович», «Скляний хлопчик» - та інші.
В даний час веде активну громадську діяльність, працює над новими проектами, створенням кіно-і телесценаріїв.

## Нагороди і премії
"Золоте перо Русі" - 2009, дипломант.
"Білий Мамонт" - 2010, лауреат.